# Plan diabólico (álbum)
Plan diabólico es el álbum de estudio debut de Pappo y Hoy no es Hoy. Fue editado y lanzado bajo el sello Talent/Microfón en 1987.

## Contexto y lanzamiento
En 1986, Pappo venía de disolver Riff, y formó espontáneamente el grupo Pappo y Hoy no es Hoy junto a Boff Serafine, Rubén Ramírez y Juan "Locomotora" Espósito, la banda se influenció de estilos como el de Van Halen centrándose principalmente en el hard rock.
El proyecto fue publicado a mediados de 1987 en formato de disco de vinilo y CD audio. El disco contó con ocho sencillos distribuidos en lados a y b.El disco pasó desapercibido por la audiencia, sin embargo, fue marcado por el suceso de la controversia que se generó cuando Pappo lo presentó en el programa Noche de brujas dirigido por Alicia Barros.

## Lista de canciones
| Plan diabólico |                            |          |  |
| N.º            | Título                     | Duración |  |
| 1.             | «Diabólico plan»           | 5:09     |  |
| 2.             | «Egipto»                   | 4:06     |  |
| 3.             | «Mensajero nocturno»       | 2:49     |  |
| 4.             | «El hombre de la valija»   | 7:04     |  |
| 5.             | «El poder es mejor o peor» | 4:00     |  |
| 6.             | «Tren azul»                | 4:09     |  |
| 7.             | «Gas oil»                  | 4:02     |  |
| 8.             | «Corcel de acero»          | 6:21     |  |